# L'Entremetteuse (livre)
Pour les articles homonymes, voir L'Entremetteuse et L'Entremetteuse (Dirck van Baburen).
L'Entremetteuse est un roman de Guy des Cars publié en 1970.

## Résumé
Jeune paysanne orpheline, Caroline est devenue fille de ferme et bonniche à Vannes. À 21 ans, vers 1960 elle rencontre Mme Agnès qui l'embauche comme bonne dans sa « pension-hôtel » de Paris avec de grosses journées mais de gros pourboires. C'est une maison close. Elle s'éprend de Dédé, taxi et rabatteur. Elle s'associe à un baron pour louer un rez-de-chaussée où elle ouvre son « hôtel ». Le baron meurt chez Caroline. Avec Dédé, ils arrêtent le travail et achètent le château du baron. Dédé meurt et elle rouvre un « hôtel ».